# Steve Bell (cartoonist)

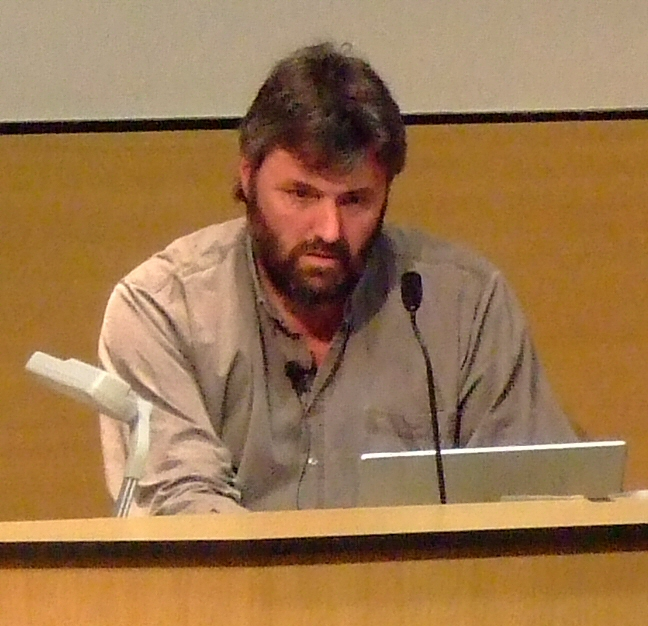
Steve Bell (2007)

Steve Bell (Londen, 26 februari 1951) is een Engels politiek tekenaar die spotprenten maakt voor de Britse krant The Guardian. 

## Biografie
Bell groeide op in Slough. Hij volgde een kunstopleiding aan Leeds University en gaf daarna een jaar les in Birmingham als tekenleraar. In 1977 werd hij freelance cartoonist. 
In het begin van zijn carrière maakte hij strips voor onder andere Whoopee, Cheeky en Jackpot en tekeningen en strips voor verscheidene magazines als Social Work Today, Punch, Private Eye, New Society, The Radio Times, The New Statesman, The Spectator en The Journalist. 
Zijn stripverhaal Maggie's Farm verscheen van 1979 tot 1987 in Time Out en City Limits. Sinds 1981 schrijft en tekent hij de dagelijkse strip If... in The Guardian. Ook tekent hij sinds 1990 vier grote vrijstaande cartoons per week in het eerste katern van de krant, tegenwoordig in full colour.